# День Кира Великого
День Кира Великого (перс. روز کوروش بزرگ‎) — иранский неофициальный, по сути светский и националистический, праздник. Он чтит наследие Кира II Великого, в VI веке до н. э. основавшего империю Ахеменидов. Праздник отмечается ежегодно 7 абана по иранскому календарю, что соответствует дате в промежутке между 28 и 31 октября по григорианскому календарю.
Празднование обычно заключается в публичных собраниях в Пасаргадах, где находится гробница Кира Великого. Хотя сам День Кира Великого не получил официального признания, подобные собрания в Пасаргадах были неофициально одобрены династией Пехлеви, а бывший иранский шах Мохаммед Реза Пехлеви в октябре 1971 года отреставрировал гробницу Кира к празднованию 2500-летия Персидской империи. После Исламской революции 1979 года правительство Исламской Республики время от времени подавляло пасаргадские праздничные собрания; в 2016 году возле гробницы Кира прошёл крупный антиправительственный протест, в конечном счёте повлёкший более масштабные иранские протесты 2017—2018 годов. В октябре 2021 года сотрудники иранской полиции запретили людям посещать гробницу Кира во время праздника.

## История
Согласно некоторым историческим записям, 7 абана — день, когда Кир вошёл в Вавилон после того, как Нововавилонское царство пало под натиском Ахеменидов в битве при Описе. Праздник отмечается иранскими националистами и монархистами, чтобы воздать должное доисламской истории Ирана.
Празднование неофициально, праздник не обозначен ни в одном официальном календаре, ни в иранском календаре, ни в календаре ЮНЕСКО. Иранское правительство призывали признать этот день на официальном уровне. В 2017 году Бахрам Парсаи, представитель избирательного округа Шираз в иранском парламенте, открыто озвучил требование к государству признать и соблюдать этот праздник.

## Восстание Кира Великого 2016 года
В 2016 году праздник пришелся на 28 октября (из-за наложения високосных лет в иранском и григорианском календарях) и выпал на пятницу (официальный выходной день в Иране). В результате в гробницу Кира в Пасаргадах пришли тысячи празднующих и скандирующих националистические лозунги людей со всей страны. Кочевники, представители племён и этнических меньшинств, включая курдов и иранских арабов, пришли в своей традиционной национальной одежде. По словам зрителей, посещаемость была беспрецедентной, а на дорогах, ведущих к гробнице, образовалась большая пробка.
По неофициальным оценкам 2017 года, число посетителей составило от 15 000 до 20 000 человек.

### Протесты
Собрания переросли в протесты против правящей исламской теократии. Согласно ставшим вирусными в социальных сетях любительским видеороликам, иранские протестующие скандировали: «Нет Газе, нет Палестине, мы пожертвуем собой только ради Ирана!», «Иран — наша родина; Кир — наш отец» и «Правление духовенства ассоциируется только с тиранией, только с войной», а также «Свобода мысли невозможна с бородами».
По данным агентства Reuters, протестующие выкрикивали антиарабские и прошахские лозунги. Представитель судебных органов сообщил, что организаторы мероприятия были арестованы.

## Подавление праздника в 2017 году
В октябре 2017 года было опубликовано и распространено в социальных сетях официальное заявление местных властей Министерства культурного наследия, ремесел и туризма провинции Фарс, в котором говорилось, что гробница Кира будет закрыта для посетителей с 27 по 30 октября 2017 года. Однако директор министерства официально опроверг информацию о том, что какие-либо мероприятия по закрытию гробницы планировались заранее.
Все дороги, ведущие в округ Пасаргад, были закрыты иранскими властями, которые в качестве причины закрытия назвали «продолжающееся строительство». Вокруг мавзолея в Пасаргадах возвели ограждения, а в регионе для проведения учений разместили отряды «Басидж». Представители иранской судебной системы заявили, что Министерство информации и национальной безопасности сорвало планы «незаконного собрания» в День Кира Великого.